# Operação Bandeirante

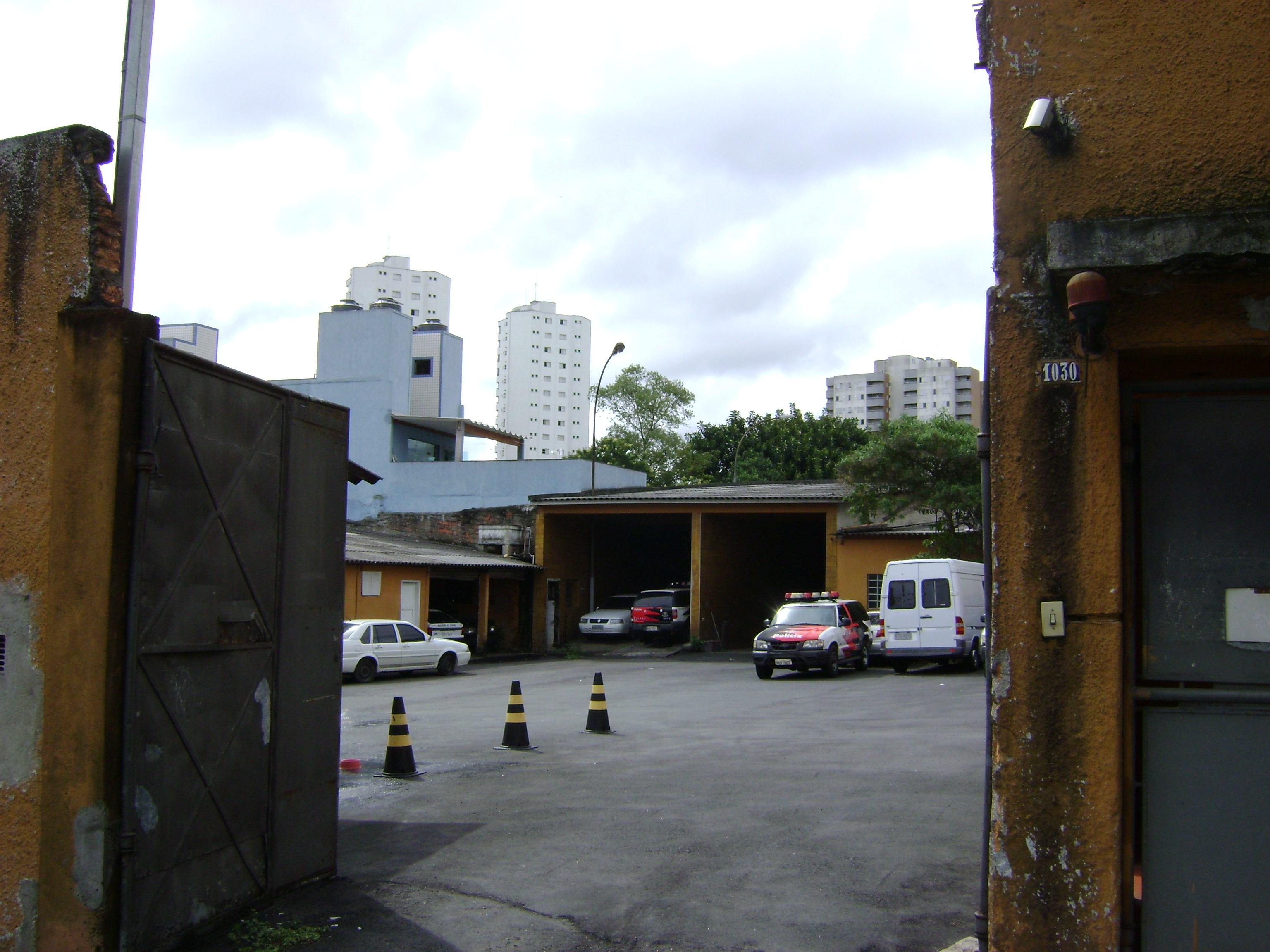
Rua Tomás Carvalhal, 1 030, fundos da 36ª Delegacia de Polícia, onde funcionava a Oban

A Operação Bandeirante (Oban) foi um centro de informações e investigações criado pelo comandante do II Exército, general José Canavarro Pereira, e composto por membros da Aeronáutica, Marinha, do Departamento de Polícia Federal, do Serviço Nacional de Informações e também por órgãos do  governo do Estado de São Paulo (Secretaria de Segurança Pública, Departamento de Ordem Política e Social, Força Pública do Estado de São Paulo e Guarda Civil). 
A Oban foi concebida como agente centralizador e integrador das diversas forças militares e policiais (órgãos de informação e repressão política), com a finalidade de "identificar, localizar e capturar os elementos integrantes de grupos subversivos que atuam na área do II Exército, particularmente em São Paulo, com a finalidade de destruir ou pelo menos neutralizar as organizações a que pertençam". Inicialmente funcionou nas dependências do 2º Batalhão de Reconhecimento Mecanizado da Polícia do Exército, na rua Abílio Soares, na cidade de São Paulo. Embora não tenha sido oficializada, sua fundação foi celebrada em ato solene. Lançada em 1 de julho de 1969, poucos meses depois da edição do Ato Institucional nº 5, na presença do governador de São Paulo, Abreu Sodré, e dos comandantes locais da Marinha e da Aeronáutica, além do comandante do II Exército e de empresários paulistas, a Oban acabaria por se converter num grande centro de tortura e morte  do período da ditadura militar.
A entidade foi, desde o início, financiada por alguns empresários paulistas, como Henning Albert Boilesen, à época presidente da Ultragás, que arrecadava recursos para o aparato de repressão, chegando mesmo a importar um aparelho de choques e a assistir a sessões de tortura. Boilesen foi assassinado por um comando da Ação Libertadora Nacional (ALN) e o Movimento Revolucionário Tiradentes (MRT), em abril de 1971.
O integrante mais notório da Oban foi o major Carlos Brilhante Ustra, que, em setembro de 1970, tornar-se-ia o primeiro chefe do DOI-CODI, entidade sucessora da Oban. Ustra chefiou o DOI-CODI até  1974, sendo sucedido pelo major Audir Santos Maciel (1974–1976).

## História
A Oban foi lançada oficialmente no dia 1 de julho de 1969. Teriam participado do ato de lançamento em São Paulo, o governador da época, Roberto Costa de Abreu Sodré, o secretário de Segurança Pública, Hely Lopes Meireles, o general José Canavarro Pereira, comandante do II Exército, e os comandantes do VI Distrito Naval e da 3ª Zona Aérea.
As ordens para a montagem de um organismo que reunisse elementos das Forças Armadas, da Polícia Estadual - civil e militar - e da Polícia Federal para o trabalho específico de combate à subversão, foram dadas ao final de 1968 pelo Ministro da Justiça, professor Luís Antônio da Gama e Silva, numa reunião dos secretários de Segurança em Brasília, e pelo general Carlos de Meira Mattos, que estava na chefia da Inspetoria Geral das Polícias Militares. A reunião, chamada "Seminário de Segurança Interna", discutiu toda uma estratégia de combate aos opositores do regime.
A sede do órgão foi instalada no número 1 030 da rua Tomás Carvalhal, nos fundos do 36° distrito policial, em São Paulo. O comando da Oban foi dado ao coronel Antônio Lepiane, chefe do Estado-Maior da 2ª Divisão de Infantaria do Exército.

## Estrutura e funcionamento
A estrutura da Oban se apoiava em três eixos, a partir do Centro de Coordenação:
- Central de Informações, incumbida de examinar e tratar os dados brutos dos informes;
- Central de Operações, encarregada das ações de combate;
- Central de Difusão, encarregada da ação psicológica e do controle de notícias vinculadas à segurança interna.

O Centro de Coordenação era constituído pelos comandantes do II Exército, da 2ª Região Militar (2ª RM), da 2ª Divisão de Infantaria (2ª DI), do 6º Distrito Naval (6º DN), da 4ª Zona Aérea (4ª ZAe), do diretor do Departamento de Ordem Política e Social (DOPS), do secretário de Segurança Pública de São Paulo (SSP/SP), do superintendente da Polícia Federal de São Paulo (DPF/SP) e do chefe da Agência de São Paulo do Serviço Nacional de Informações (SNI/SP). Todos os níveis de desenvolvimento dos operativos eram de responsabilidade do comandante do II Exército.
A Coordenação de Execução, subordinada à Central de Informações, com trabalho ininterrupto de 24 horas por dia, cabia ao pessoal de Informação da 2ª DI do II Exército. Foi comandada, desde o início, pelo major Waldyr Coelho, promovido a tenente-coronel em abril de 1970. O grosso das operações (busca e captura, investigação, interrogatório preliminar e análise de informações) ficava a cargo dessa Coordenação. Após o interrogatório preliminar, os presos civis deveriam ser encaminhados para o Departamento Estadual de Ordem Política e Social (DEOPS), e os militares para suas respectivas corporações. Os membros da Coordenação de Execução provinham de distintas unidades da polícia e das forças armadas. A escolha dos policiais e militares selecionados para trabalhar na Coordenação de Execução passava pelos critérios de "dureza" ou identidade ideológica. Parte de seu contingente provinha da Divisão Estadual de Investigações Criminais (DEIC), valendo-se, por isso, da experiência investigativa da polícia comum, com seu amplo leque de técnicas de tortura, e também, O DEIC, era conhecido, na época, pela crueldade de seus métodos de interrogatório. Rapidamente, a experiência investigativa da polícia comum, da qual faziam parte varias técnicas de tortura, foi absorvida pela Oban e incorporada à lógica militar da segurança interna. Por sua intensa atividade, a Coordenação de Execução foi frequentemente confundida com a própria Operação Bandeirante, fazendo com que o Exército frisasse a importância da Operação Bandeirante como um todo.

## Método de atuação
Sem vínculos formais, ou legais, a Oban era em essência uma formação paramilitar de ação direta e violenta à margem da lei, o que lhe dava agilidade e brutal eficácia. Entre os episódios mais brutais de tortura cometidos pela Oban encontra-se o tristemente célebre ocorrido em fevereiro de 1970 no Presídio Tiradentes, com o frade dominicano Tito de Alencar Lima, Frei Tito, à época com apenas 24 anos. Frei Tito identificaria entre seus torturadores na Oban, o Tenente-coronel, reformado do Exército, Mauricio Lopes Lima. Em seu depoimento Frei Tito relata ter ouvido a seguinte frase do Tenente-Coronel: "você agora vai conhecer a sucursal do inferno". As feridas espirituais da tortura sofrida por Frei Tito jamais se cicatrizariam. Ele viria a se enforcar mais tarde, na França, onde conseguiu uma breve acolhida da ordem dos Dominicanos. De acordo com relatos de integrantes da Oban, à época, as informações fornecidas por Frei Tito foram vitais para a "neutralização de diversas atividades terroristas em curso".
Maurício Lopes Lima foi também reconhecido, em relato no projeto Brasil: Nunca Mais, pela Presidente Dilma Rousseff, como um dos seus torturadores.

## Financiamento
Por não ter verbas consignadas em orçamento oficial, a Oban contou com auxílios de diversas ordens. O governador Roberto de Abreu Sodré cedeu parte das dependências da 36ª Delegacia de Polícia, para onde foi transferida a sede da Oban, em setembro de 1969. As novas instalações, situadas a poucos minutos do Quartel General do II Exército, possuíam duas entradas: uma na rua Tutóia, 921, e outra na rua Tomás Carvalhal, 1.030, no bairro da Vila Mariana.
Coube a Delfim Neto e a Gastão Vidigal – dono do Banco Mercantil de São Paulo – reunir os representantes de grandes bancos brasileiros para pedir fundos, procedimento repetido na Federação das Indústrias do Estado de São Paulo (FIESP). Os empresários Paulo Henrique Sawaya Filho e Henning Albert Boilesen – presidente da Ultragás – fizeram a ponte entre os empresários e o órgão. Houve ainda outras modalidades de apoio: fornecimento de carros pelas empresas Ford e Volkswagen, empréstimo de caminhões pela Ultragás e de peruas pela Folha da Manhã, cessão de refeições congeladas pela Supergel. Outros doadores privados foram  Grupo Camargo Corrêa, Grupo Objetivo, Grupo Folha, Amador Aguiar (Bradesco), entre outros. Parte da verba arrecadada  era destinada a gratificação dos agentes  que se destacassem na captura de dirigentes mais importantes das organizações esquerda. Entre os doadores, havia os que apoiavam a Oban com entusiasmo, mas havia também os que contribuíam a contragosto, sob pressão. Entre os mais entusiasmados, destacava-se a figura de Henning Albert Boilesen, dinamarquês naturalizado brasileiro, diretor do Grupo Ultra. Segundo depoimentos, contestados por sua família mas nunca apuradas oficialmente, Boilesen chegou a participar de sessões de tortura e teria inventado uma ferramenta de tortura que levou seu nome: a Pianola de Boilesen, uma espécie de teclado que emitia choques elétricos em quem o premesse. Também há a suposição de que o empresário fosse colaborador da CIA, mas nenhuma dessas alegações foi devidamente comprovada até hoje. Em 15 de abril de 1971, Boilesen foi morto na capital paulista por militantes da Ação Libertadora Nacional (ALN) e do Movimento Revolucionário Tiradentes , sob o comando de Carlos Eugênio da Paz, o "Clemente".
Em 1970, a Oban, embora ainda conhecida como tal, já se tornara, oficialmente, o Destacamento de Operações Internas/Centro de Operações de Defesa Interna (DOI-CODI) do II Exército. Ao colocá-la sob a jurisdição do DOI-CODI, pretendia-se diminuir a sua autonomia, o que na prática não aconteceu. Em 1970, quem comandava a Oban (oficialmente o DOI-CODI) era Carlos Alberto Brilhante Ustra, major de artilharia do Exército, conhecido também nas rodas da tortura pelos codinomes de Major, Doutor Silva e Doutor Tibiriçá.
Parte desta história começou a ser revelada no início dos anos 1990 com a descoberta da vala clandestina do cemitério de Perus e as investigações da Comissão Parlamentar de Inquérito da Câmara Municipal. Corpos de indigentes, vítimas do esquadrão da morte e presos políticos, mostravam que a vala foi depósito de todo tipo de violência do regime militar.

## Extinção
A Oban foi extinta em 1970 e incorporada  pelo II Exército ao sistema DOI-CODI,  estruturado naquele ano, cujas unidades foram instalados nas principais capitais do país. Pelos DOI-CODI passaram milhares presos e nessas unidades ocorreu a maioria dos casos de execuções e desaparecimentos forçados de opositores ao regime. A ação dos  órgãos de repressão política no Brasil só começou a arrefecer, para enfim cessar completamente, a partir da "abertura lenta e gradual" promovida pelo presidente Ernesto Geisel.